# Willem Jacobszoon Hofdijk
Willem Jacobszoon Hofdijk, född 27 juni 1816 i Alkmaar, död 29 augusti 1888 i Arnhem, var en nederländsk skald.
Hofdijk ägnade sig först åt målning, var sedan ända till 1880 lärare i historia och litteraturhistoria vid gymnasiet i Amsterdam och verksam som författare. Påverkad av engelsk och fransk romantik, skrev han flera episka skildringar och diktsamlingar, målande och stämningsrika, såsom Kennemerland (1850–52; flera upplagor), Aeddon (1852), Griffo de Saliër (1852), Helena (1854), In 't hart van Java (1881), In het gebergte Di-Eng (1884), Dajang Soembi (1887); vidare Ons voorgeschlacht (sex delar, 1858–64, andra upplagan 1873–75), skildringar från det forna Holland, dramatiska dikter och den mycket använda litteraturhistorien Geschiedenis der nederlandsche letterkunde (1856; många upplagor).